# 巴音郭楞蒙古自治州博物馆
巴音郭楞蒙古自治州博物馆位于中华人民共和国新疆维吾尔自治区库尔勒市石化大道迎宾路口，成立于1990年3月，2008年10月开放，是一所综合性博物馆，馆藏有青铜器、陶瓷器、纺织品、干尸、金银器、玉石器、壁画等十多个种类的国家珍贵文物。2018年9月，巴音郭楞蒙古自治州博物馆被评为国家二级博物馆。2020年11月，巴音郭楞蒙古自治州博物馆被评为国家AAAA级旅游景区。

## 开放时间
- 周二至周日10:00-18:00，周一闭馆（国家法定节假日除外）

## 关连项目
- 国家二级博物馆